# Wapiennik (Pieniny)
Wapiennik (562 m) – szczyt w Pieninach Czorsztyńskich znajdujący się po zachodniej stronie Jeziora Czorsztyńskiego na cyplu nad zatoką Harczy Grunt. Przy normalnym poziomie wody w Jeziorze Czorsztyńskim wznosi się nad nim 33 m, przed napełnieniem zbiornika wodą nad dnem doliny wznosił się jednak dużo wyżej. Jest całkowicie porośnięty lasem. Znajduje się w obrębie Pienińskiego Parku Narodowego i w planach jego ochrony jest określany jako „uroczysko Wapiennik”.
W latach 1987–1988 na Wapienniku znaleziono bardzo rzadki, w Polsce zagrożony wyginięciem gatunek porostu przylepnik brodawkowaty Melanelixia subargentifera oraz zagrożone wyginięciem gatunki trzonecznica żółta Chaenotheca chrysocephala, trzonecznica rdzawa Chaenotheca ferruginea, wnętrznik zwyczajny Endocarpon pusillum, mąkla tarniowa Evernia prunastri.
Wapiennik znajduje się w granicach miejscowości Czorsztyn, w województwie małopolskim, w powiecie nowotarskim, w gminie Czorsztyn.